# Poltys mouhoti
Poltys mouhoti är en spindelart som först beskrevs av Günther 1862.  Poltys mouhoti ingår i släktet Poltys och familjen hjulspindlar.
Artens utbredningsområde är Vietnam. Inga underarter finns listade i Catalogue of Life.